# Kloster Anhausen an der Brenz

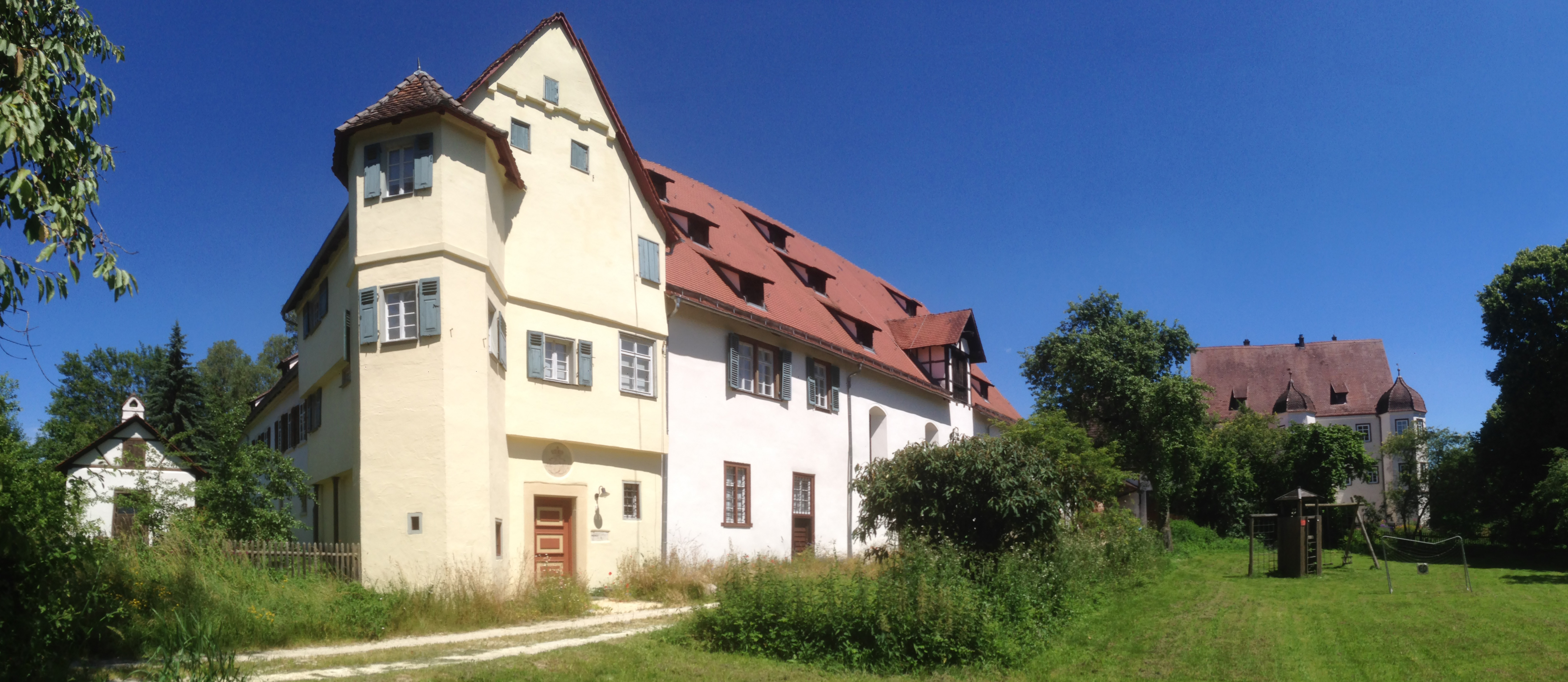
Ehemaliges Kloster Anhausen

Kloster Anhausen ist eine 1125 gegründete ehemalige Benediktinerabtei an der Brenz in Bolheim, einem  Ortsteil von Herbrechtingen im Landkreis Heidenheim, Baden-Württemberg.

## Geschichte
1095 stifteten vier Söhne des Pfalzgrafen Manegold d. Ä. ein Kloster in Langenau. Es wurde 1125 nach Anhausen, damals Hauhisin genannt, verlegt, weil  es den Mönchen an der Nau zu laut gewesen sein soll. In einer Urkunde von 1143 wurde Anhausen Ahusiani genannt und später Ahusen. Ab 1287 waren die Grafen von Helfenstein Vögte des Klosters. Die Klosteranlage war mit ansehnlichem Grundbesitz ausgestattet. 1320 verkaufte das Kloster Lorch seinen Besitz von Bolheim und Teilen Mergelstettens an das Kloster. Im Laufe des 14. Jahrhunderts kamen Gussenstadt, Dettingen, Teile Heuchlingens sowie Weinberge in Fellbach, Cannstatt und in der Heilbronner Gegend hinzu. Ab dieser Zeit stellten die Mönche neben ihrer Landwirtschaft und Weinkelterei auch Bier her.
Im romanischen Stil erbaut, wurde die Anlage nach ihrer schweren Beschädigung im Jahre 1448 im Krieg der Reichsstädte gegen Graf Ulrich V. von Württemberg und erneuten Plünderungen im Jahre 1462 im spätgotischen Stil erneuert.
Das Kloster, jetzt Anhausen genannt, wurde zum ersten Mal durch Herzog Ulrich von Württemberg im Jahre 1536 aufgehoben und in eine von dreizehn württembergischen Klosterschulen umgewidmet. Während des Dreißigjährigen Krieges wurde die Klosterschule 1630 von kaiserlichen Truppen besetzt und der katholischen Kirche zurückgegeben. Nach dem Westfälischen Frieden von 1648 wurde das Kloster von Herzog Eberhard III. von Württemberg endgültig aufgehoben.

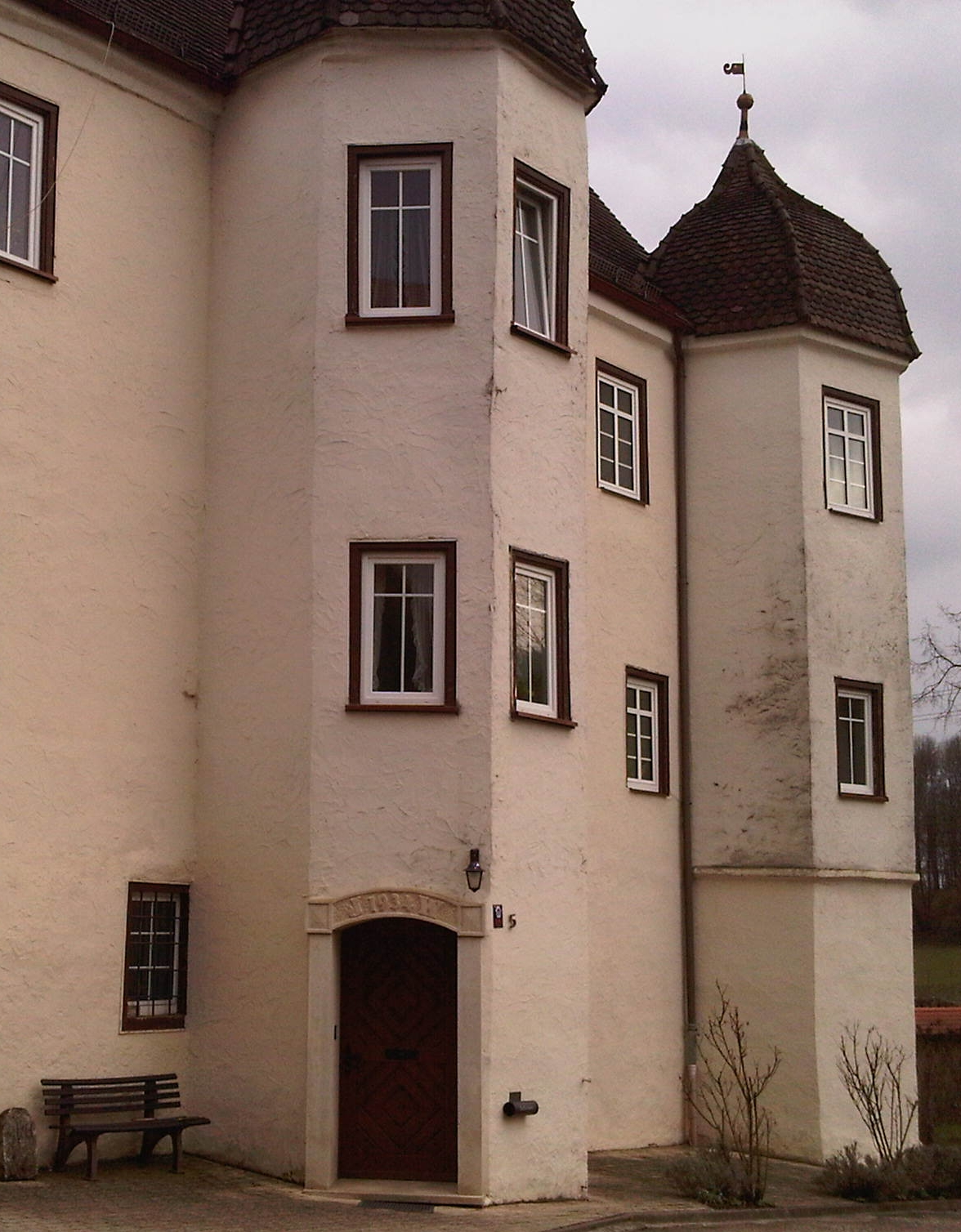
Ehemaliges Prälaturgebäude

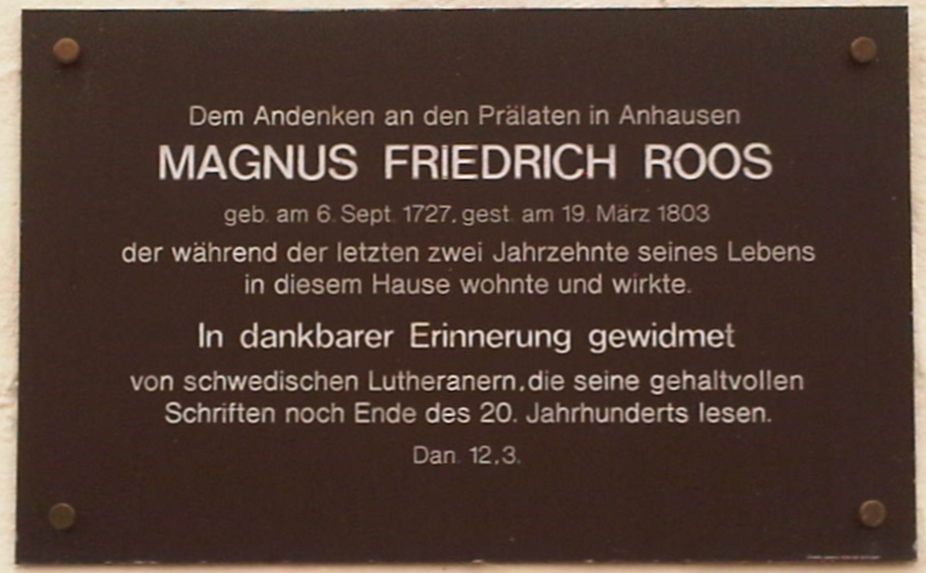
Erinnerungstafel für Prälat Magnus Friedrich Roos

In der neu gegründeten Land- und Klosterschule residierten insgesamt 31 evangelische Äbte und Prälate bis zur Aufhebung durch die Säkularisation im Jahre 1806 unter Napoleon. Am Turm des ehemaligen Prälaturgebäudes erinnert seit 1981 eine Gedenktafel an den Prälaten Magnus Friedrich Roos, der hier von 1784 bis 1803 wirkte und dessen christliche Bücher zum Teil heute noch gelesen werden.
Der württembergische Staat benötigte die Anlage ab 1806 nicht mehr, verkaufte Teile und ließ den Rest verfallen. Die Kirche wurde zwischen 1831 und 1835 abgebrochen, vermutlich zur selben Zeit wie die etwa 0,4 km südöstlich abgegangene Kapelle, welche vermutlich um 1400 erbaut wurde. Zeitweilig waren im ehemaligen Kloster eine Baumwollspinnerei und eine Bierbrauerei untergebracht. Johann Georg Langenbucher war Anhausens letzter Braumeister und erhielt 1906 in Paris eine Goldmedaille für sein Anhausener Klosterbier.
Anfänglich war das Kloster dem Bistum Augsburg, ab 1821 Rottenburg-Stuttgart zugeordnet. Benediktiner-Ordensregeln bestanden 1125–1536, 1548–1558 und 1630–1648.
Das Prälaturgebäude aus dem 16. bis 17. Jahrhundert, die Gebäude der ehemalige Winterkirche und der Bierbrauerei aus dem 18. und 19. Jahrhundert sowie die Klosterschenke (bis 2017 Gasthaus zum Tor – jetzt geschlossen. Das Gebäude wurde umgebaut und als Wohnhaus vermietet.) sind noch erhalten. Die ehemalige Klosteranlage wird heute  als Wohngebäude, als Lager und von einem landwirtschaftlichen Betrieb genutzt. Sie ist nicht mehr öffentlich zugänglich.
Kloster Anhausen ist seit 1997 eine Sehenswürdigkeit an der Straße der Staufer. Es liegt am Beginn des Eselsburger Tals, eines Naturschutzgebietes mit einer Flussschleife des Brenztals, das zu den wichtigsten touristischen Attraktionen der Schwäbischen Alb gehört.

## Persönlichkeiten
- Abt Karl Stengel (1581–1663)
- Prälat Magnus Friedrich Roos (1727–1803)